# 广南蹄盖蕨
广南蹄盖蕨（学名：Athyrium guangnanense）为蹄盖蕨科蹄盖蕨属下的一个种。

## 扩展阅读
- 維基物種上的相關：广南蹄盖蕨